# Avenue Georges-Clemenceau (Nanterre)
L'avenue Georges Clemenceau est une voie publique de la commune de Nanterre, dans le département français des Hauts-de-Seine.

## Situation et accès

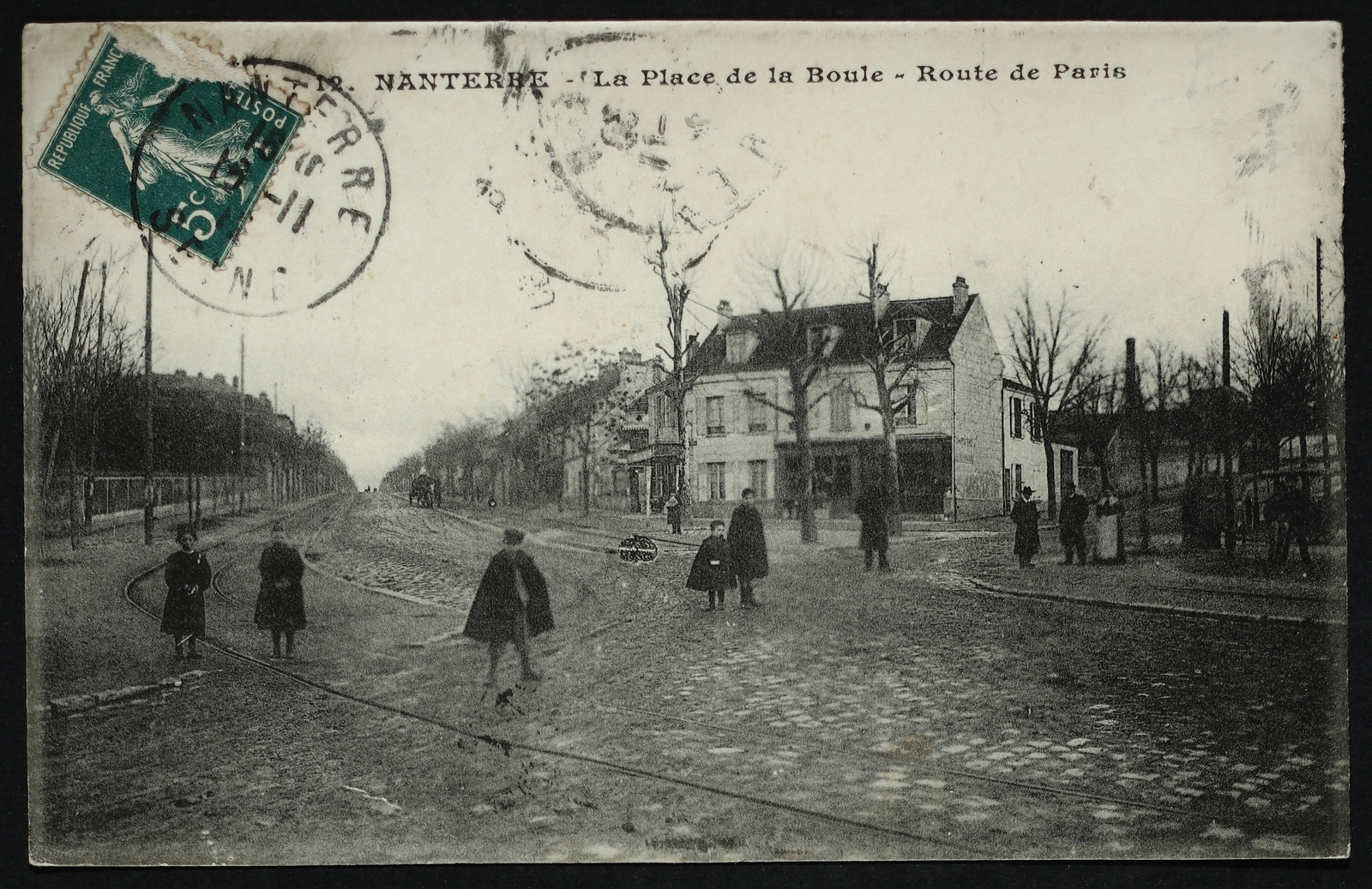
Place de la Boule et route de Paris.

Cette avenue suit le tracé de la route départementale 913.
En partant de la place de la Boule, elle croise la rue des Suisses, puis la rue des Carriers. Elle traverse ensuite le carrefour formé par la rue Sadi-Carnot et la rue de Suresnes.
Après le départ de l'avenue Félix-Faure (anciennement rue de Puteaux), elle forme le départ de la rue des Fontenelles et de la rue des Rosiers, et se termine à la place des Bergères.

## Origine du nom
Cette avenue honore Georges Clemenceau, homme politique français.

## Historique

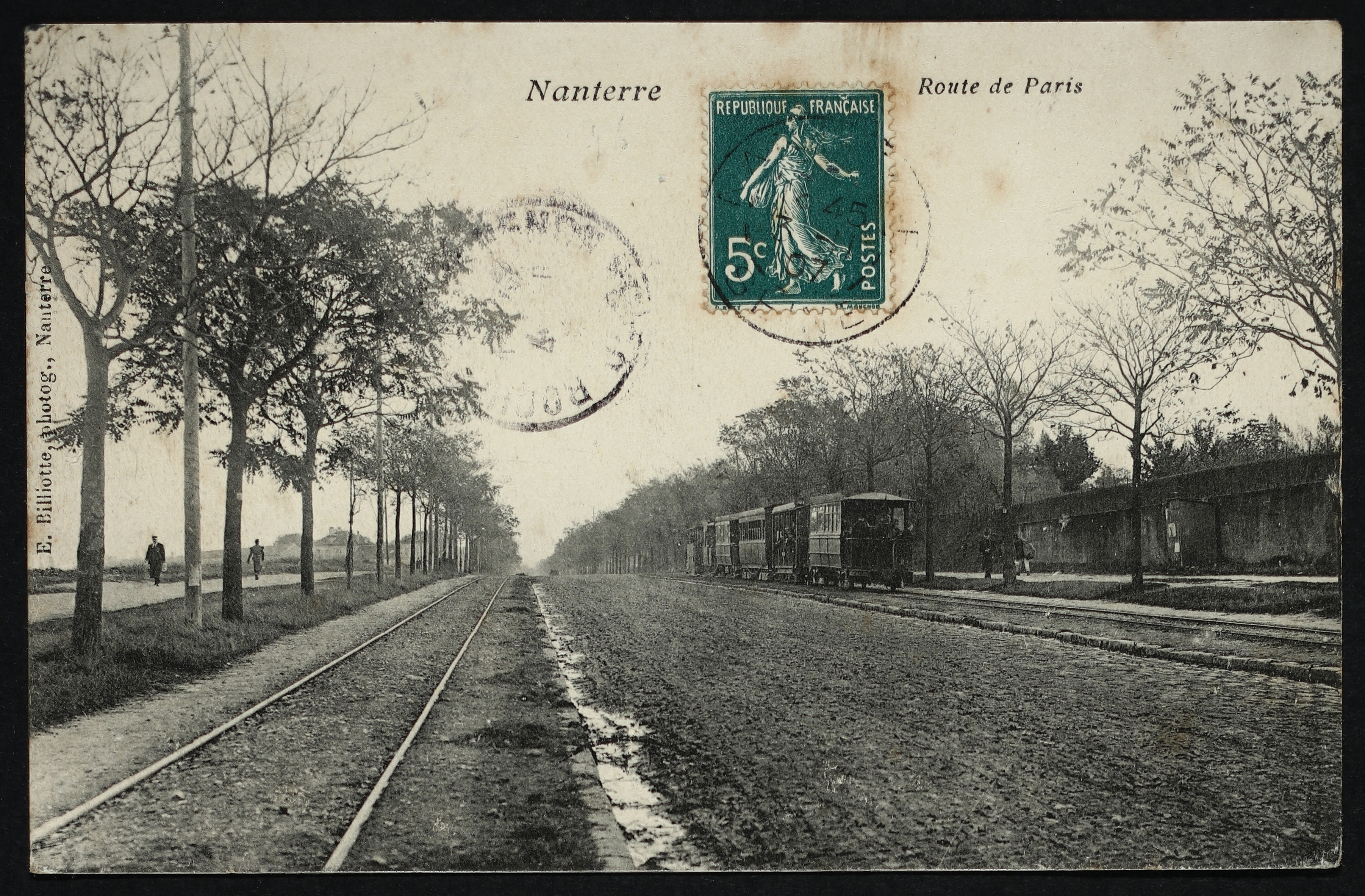
La route de Paris, vers 1900.

Cette voie de communication était l'ancienne route de Paris à Saint-Germain qui, au XVIIe siècle, permettait aux rois de France de se rendre au château de Saint-Germain, puis, au début du XIXe siècle, à l'Empereur Napoléon Ier d'aller à la Malmaison. 
Elle va servir à la fin de ce siècle aux maraîchers, à vendre leurs légumes aux halles. 
Plus tard, l'avenue fait passage au tramway à vapeur (« la Bouillotte ») en 1890.
Après avoir été dénommée, « route de Paris à Saint-Germain », « route nationale de Paris à Cherbourg », « route nationale 13 » et « route de Paris » le Conseil Municipal de Nanterre lui donne le nom d'« avenue Georges-Clemenceau » par délibération du 27 décembre 1918.

## Bâtiments remarquables et lieux de mémoire

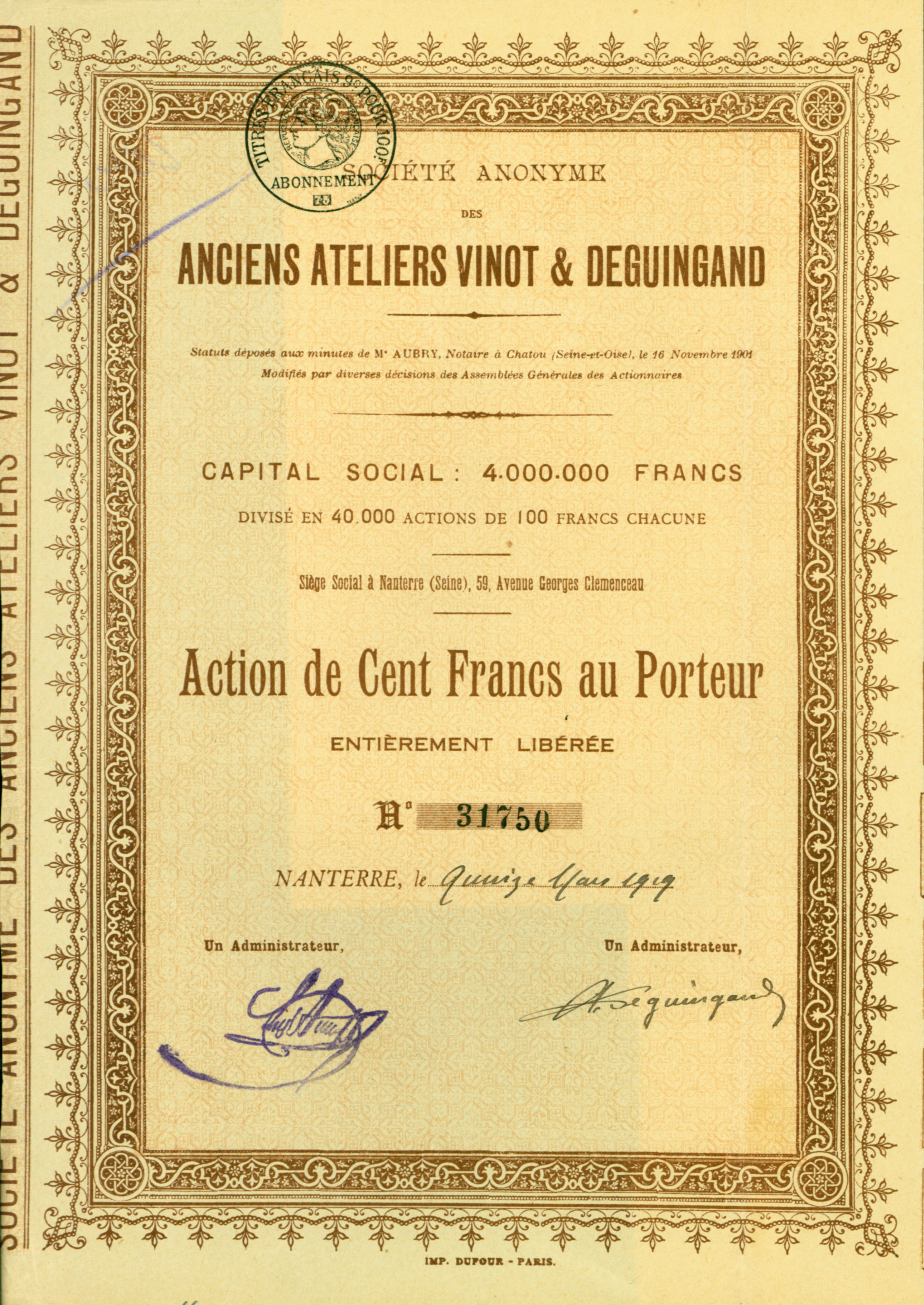
Actions des Ateliers Vinot, avenue Georges-Clemenceau, en 1919.

Aux numéros 163/185 de cette avenue furent fondés en 1919 des ateliers du constructeur automobile Vinot & Deguingand. 
Cette  usine fut reprise en 1926 par Donnet-Zédel.
En novembre 1934, Fiat − désirant s'implanter en France afin de contourner les très dissuasives barrières douanières d'exportations entre l'Italie mussolinienne et la France − fonde une filiale appelée Simca (acronyme de la Société Industrielle de Mécanique et Carrosserie Automobile) et rachète l'usine Donnet en faillite puis la modernise sur le modèle de sa grande usine de Turin et la fabrication des premières Simca-Fiat 6 CV démarre en juillet 1935. Fiat nomme à sa tête, comme administrateur délégué, un jeune Italien, Enrico Pigozzi (Henri Pigozzi), qui, avec l'aide constante de Fiat (de nombreux ingénieurs de Fiat passeront plusieurs années chez Simca), développera Simca d'une manière spectaculaire après la Seconde Guerre mondiale, rivalisant avec les grands constructeurs privés français.